# LOVE DIAMONDS
『LOVE DIAMONDS』（ラヴ・ダイヤモンズ）は、2019年2月13日に発売された石井竜也22枚目のスタジオ・アルバム。

## 解説
石井の新作アルバムは、『BLACK DIAMOND』と『DIAMOND MEMORIES』に続くDIAMONDシリーズ3部作の完結編。
初回盤は2018年10月、東京国際フォーラムにて行われたライヴツアー『LOVE DIAMONDS MESSAGE』ライヴ映像収録DVD同梱。

## 収録曲
- 作詞・作曲：石井竜也（特記以外）
- 編曲：松ケ下宏之（特記以外）

### CD
1. ROSE GARDEN（Instrumental）
2. 香りにつつまれて
（作曲：石井竜也・松ヶ下宏之）
3. 港の風景
4. 恋を見つけて
（作曲：石井竜也・松ヶ下宏之）
5. やさしい流れ
（作曲：石井竜也・松ヶ下宏之）
6. 恋は偶然に
（作曲：石井竜也・松ヶ下宏之）
7. 危険水域 feat.coba
（作曲：石井竜也・松ヶ下宏之）
8. どうなってもかまわない
（編曲：TATOO）
9. 射程距離
（作曲：松ヶ下宏之）
10. 初恋のように
（編曲：TATOO）
11. つないでいこう
（作曲：松ヶ下宏之）
12. 深いためいき

### 初回限定盤DVD
1. MY DREAM
2. THE WING OF DREAMS-夢の翼-
3. 香りにつつまれて
4. KISSING SILHOUETTE
5. 愛してるだけじゃない
6. この瞳が見えるかい
7. 青に染まる窓
8. 君がいないことなんて
9. WITH YOU
10. 世界一の歌
11. 恋はさざなみ
12. SMALL DIAMOND RING
13. 危険水域
14. 黒の中の赤
15. 砂の中の宝石
16. やさしい流れ
17. 夢の恋は
18. 港の風景
19. OCEAN BLUE
20. LIFE IS WONDERFUL
21. DREAM DANCE feat.MICRO from HOME MADE 家族
22. 恋の滝登り feat.MICRO from HOME MADE 家族
23. この世のHEAVEN
24. 愛の力